# 爱荷华大学
爱荷华大學（英語：The University of Iowa），是一所坐落于爱荷华城的美国著名公立大学，立於1847年，是爱荷华州立大学系统的旗舰校，也是体育竞技十大联盟大学之一。爱荷华大学的写作系，医学院，工程学院，商学院久负盛名。

## 历史沿革
该校创建于1847年2月25日——愛荷華州刚刚成立59天后，是本州的第一所公立高等教育机构。其后，凭借她在艺术，科学，人文等领域的杰出成就赢得了良好的世界声誉。该校是美国最早接受男女同校的公立大学，也是最早授予戏剧、写作、音乐、艺术等领域的高等学位的美国高校。她也是密西西比河以西第一个建立法学院，以及开办教育广播电台的高校，并且广播了世界第一套教育电视节目。她也一直在发展教育考试方面保持领先。

## 学术水平
愛荷華大学在医学、基因、水力学、语言听力，专科方面世界闻名，同时在农业医药、生物分析、生物工程、生物医学，药理学等领域有重要的创新。該校写作、会计学、金融学、听力学、版画制作、言语病理学、护理服务管理等方向有世界一流的教育项目。以为代表的该校科学家是美国空间科学研究的开创者。设计和建造的研究设备被超过50个美国人造卫星和空间探测器使用。该校的工程学院发展了世界领先的高级驾驶模拟器。同时愛荷華大学的医学专科是全世界著名的，该校下属的医院已经连续17年位列全美最佳医院排行榜。该校是全美最早开设精算专业的大学之一，其精算专业排名在世界和全美都在顶尖位置，在业界有着丰富的校友资源，仅2000年之后取得北美精算师(FSA/FCAS)头衔的该校校友已经超过百人。同时，爱荷华大学商学院的MBA项目久负盛名。此外該大學也負責舉辦国际写作计划。

## 校园环境

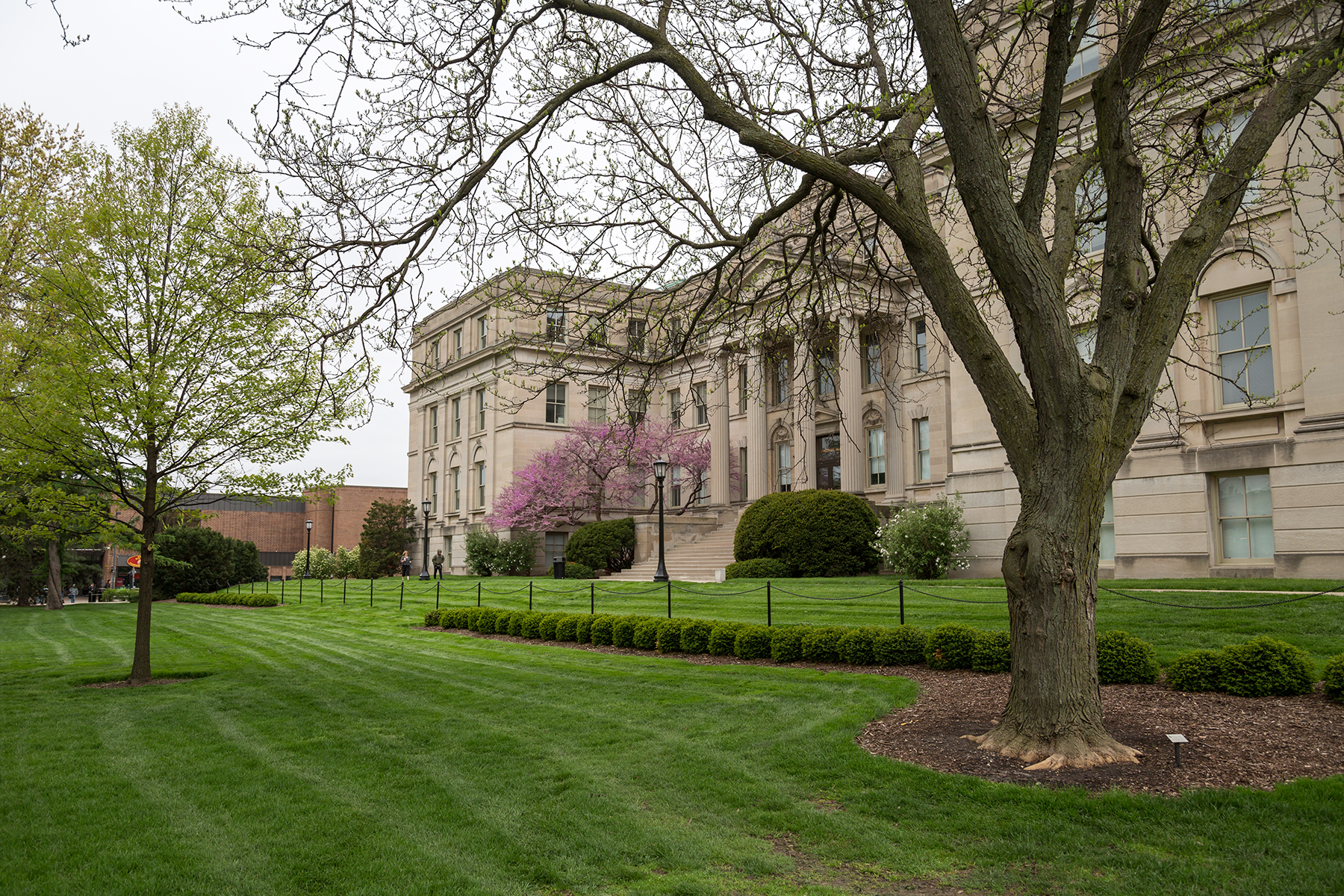
大學人文和科学学院主樓謝弗堂（Schaeffer Hall）

愛荷華大學位於愛荷華州東南部的愛荷華市，校園面積有1900英畝，市區人口約6萬。與其它都市比較起來，愛荷華市的生活環境單純且治安良好，曾被列名為全美100個小型藝術城鎮〈The 100 Best Small Art Towns in America〉，也被《編輯與出版人》雜誌（Editor & Publisher）票選為美國最宜人居住的地方。附近的國家公園和愛荷華河提供了各種休閑娛樂活動的良好條件。

## 组织机构

### 学院和系
该校主要由11个学院组成。全部列表如下：
- 人文和科学学院（College of Liberal Arts and Sciences）
- 商学院（Tippie College of Business）
- 医学院（Carver College of Medicine）
- 教育学院（Colleges of Education）
- 工程学院（Colleges of Engineering）
- 法学院（Colleges of Law）
- 护理学院（Colleges of Nursing）
- 药学院（Colleges of Pharmacy）
- 牙科学院（Colleges of Dentistry）
- 公共卫生学院（Colleges of Public Health）
- 研究生院（Graduate College）

## 学生
该校现有超过29000名学生，其中64%来自愛荷華州，21%来自周边各州。她也招收大量国际学生，分别来自109个国家和地区，占全校总人数的7%。

## 聲譽
愛荷華大學的MBA倍受歡迎，被《美國新聞與世界報導》評為世界排名第29位，被《經濟學人》評為美國25個頂尖MBA課程之一，並被美國《商業周刊》和英國《財經時報》評為全球50所最佳商學院之一。商學院的會計學課程排全美第26。
在《2007美國新聞與世界報導》的美國大學綜合排名中，愛荷華大學排第65位，有21個研究生專業排全國前十。法學院排第24，教育學院排第28。愛荷華大學的工程方向也很好，工程和生物工程專業都排第34，建築工程排第41，機械工程排第50，擁有全世界最複雜的美國高級汽車駕駛模擬實驗室。
愛荷華大學Tippie商學院是世界頂尖商學院之一。愛荷華大學商學院的MBA課程被美國新聞與世界報導(U.S. News & World Report)評為全美排名29，英國的《經濟學人》評為全美22及全球33，並被美國彭博商業周刊 (Business Week)和英國的《金融時報》評為全球50所頂尖商學院之一。其MBA在整個亞太地區地排名和名氣，僅次於在新加坡開辦課程的芝加哥大學。

## 知名人物
- 李四端：著名台灣新聞主播。
- 詹姆斯·范·艾伦：空间物理学家，范艾伦辐射带的发现者。
- Paul Engle：美国著名诗人，世界著名的愛荷華大学国际写作计划的创办者之一。
- 聂华苓：世界著名华人作家，愛荷華大学国际写作计划的创办者之一。
- 白先勇：著名台灣作家。
- 余光中：著名台灣詩人。台灣國立中山大學光華講座教授。
- 林懷民：香城雲門舞集創辦人。
- 吳京：中華民國前教育部長。
- 鄭愁予：著名台灣詩人。鄭成功十五代裔孫。
- 楊牧：台灣作家。
- 羅慧夫：美國醫生。
- 李鴻源：著名台灣水利專家，中華民國內政部部長。
- 葉克家：著名台灣水利專家，台灣國立交通大學教授。